# Асуфраль
Асуфраль (ісп. Azufral) або Асуфраль-де-Ту́керрес (Azufral de Túquerres) — стратовулкан, розташований в колумбійському департаменті Нариньйо. 
На його вершині знаходиться кальдера розмірами 2,5 x 3 км, що містить лавовий купол часів Голоцену. На північно-західній стороні кальдери знаходиться озеро місяцеподібної форми — Лагуна-Верде. Біля головного конуса вулкана присутні ще кілька лавових куполів, останній був сформований 3600 років тому та містить активні фумароли. Гірські породи вулкана містять більше кремнію, ніж решта вулканів Колумбії, його оточує кільце ріолітно-дацитних пірокластичних порід. Останнє виверження вулкана відбулося близько 1000 років тому.